# Ultrabuit
L'ultrabuit (en anglès Ultra-high vacuum, UHV) és el règim de buit caracteritzat per pressions inferiors a 10−7 pascals o 100 nanopascals (10−9 mil·libars, ~10−9 torr). Les condicions d'UHV es creen mitjançant el bombeig del gas d'una cambra UHV. A aquestes baixes pressions, el recorregut lliure mitjà d'una molècula de gas és d'uns 40 km, de manera que les molècules de gas xoquen amb les parets de la cambra moltes vegades abans de xocar entre elles. Gairebé totes les interaccions moleculars tenen lloc, per tant, en diverses superfícies de la cambra.
Les condicions de UHV són integrals per a la investigació científica. Els experiments en ciències de la superfície sovint requereixen una superfície d'exemple química neta amb l'absència de qualsevol adsorbat no desitjat. Les eines d'anàlisi de superfícies, com l'espectroscòpia de fotoelectrons de raigs X i la dispersió d'ions de baixa energia, requereixen condicions de UHV per a la transmissió d'electrons o bigues de ions. Per la mateixa raó, les canonades de feix en acceleradors de partícules com el Large Hadron Collider es mantenen en UHV.

## Conceptes imolicats
- Sorció de gasos
- Teoria cinètica de gasos
- Transport de gas i bombeig
- Bomba de buit i sistemes de buit
- Pressió de vapor